# 大邱城西警察署
大邱城西警察署（テグソンソけいさつしょ）は、大邱地方警察庁所管の警察署である。

## 管轄区域
- 達西区のうち頭流洞、聖堂洞、甘三洞、竹田洞、長基洞、龍山洞、梨谷洞、新塘洞、本里洞

## 沿革
- 2005年11月15日 - 開署。

## 組織
- 警務課
- 生活安全課
- 刑事課
- 捜査課
- 情報保安課
- 警備交通課
- 女性青少年課

## 管轄地区隊
- 竹田地区隊
- 新塘地区隊

## 管轄派出所
- 頭流派出所
- 頭流3洞派出所
- 聖堂派出所
- 龍山派出所
- 城西派出所

## 管轄治安センター
- 甘三治安センター
- 本里治安センター